# Сысоенко, Ирина Владимировна
Ирина Владимировна Сысоенко (укр. Ірина Володимирівна Сисоєнко; род. 6 марта 1982, Николаев) — украинский общественный деятель, народный депутат VIII созыва, заместитель главы Комитета Верховной Рады Украины по вопросам здравоохранения. Заслуженный юрист Украины. Прошла в Верховную Раду Украины под № 25 списка Партии «Объединение Самопомощь». Соучредитель и глава «Благотворительного фонда защиты прав медицинских работников», инициатор создания «Координационного центра помощи участникам АТО».
Член Ассоциации адвокатов Украины, Ассоциации юристов Украины, автор многочисленных статей и публикаций по вопросам авторского права, интеллектуальной собственности, недобросовестной конкуренции, защиты прав, медицинского права. Президент общественной организации «Всеукраинская ассоциация физической медицины, реабилитации и курортологии». Руководитель «Центра медико-психологической реабилитации на Саксаганского».

## Биография
Родилась 6 марта 1982 года в г. Николаев.

## Образование
В 1999 поступила в Международный Соломонов университет, который успешно закончила в 2003 году по специальности «Правоведение». В 2003 году была зачислена в Институт интеллектуальной собственности, в котором получила полное высшее образование с присвоением квалификации магистр права в сфере интеллектуальной собственности (диплом с отличием, 2005 год). Параллельно в 2003—2004 годах училась в Национальной академии внутренних дел Украины на заочной форме обучения. В 2018—2020 годах училась в Межрегиональной академии управления персоналом, на факультете «Медицинский и фармацевтический менеджмент».

## Карьера
В 2005—2009 годах работала главным специалистом судебного отдела управления защиты прав Государственного департамента интеллектуальной собственности Министерства образования и науки Украины. С 2009 года генеральный директор ООО "Патентно-юридическое агентство «Бренд-Груп». С 2014 года соучредитель и генеральный директор Юридической компании «Бабич, Сисоенко и партнеры». С 2014 года преподаватель кафедры гражданского права Киевского университета права Национальной Академии Наук Украины.

## Научная деятельность
Научный сотрудник Киевского университета права НАН Украины. Соискатель кафедры гражданского права Киевского университета права НАН Украины. Автор многочисленных статей и публикаций по вопросам авторского права, интеллектуальной собственности, недобросовестной конкуренции. Автор статей по медицинскому праву. В 2023 году защитила диссертацию, получила научную степень доктора философии.

## Общественно-политическая деятельность
Соучредитель (2013 год) и глава «Благотворительного фонда защиты прав медицинских работников». Член Ассоциации адвокатов Украины, Ассоциации юристов Украины. В 2014 году была назначена заместителем Главы Комитета Верховной Рады Украины по вопросам здравоохранения. Соавтор законов Украины «Об автономизации медицинских учреждений», «О государственных финансовых гарантиях медицинского обслуживания населения». Весной 2015 года инициировала создание рабочей группы Координационного Совета по вопросам реабилитации участников АТО.
В 2015 году выступила инициатором создание общественной организации «Координационный центр помощи участникам АТО» Архивная копия от 4 марта 2016 на Wayback Machine
В 2017 году возглавила Попечительский Совет Государственного института педиатрии, акушерства и гинекологии». С 2019 года Президент общественной организации «Всеукраинская ассоциация физической медицины, реабилитации и курортологии». В 2022 году возглавила «Центр медико-психологической реабилитации на Саксаганского». Центр оказывает психологическую и медицинскую реабилитационную помощь военным и пострадавшим от боевых травм: минно-взрывные, черепно-мозговые после контузий; пациентам с ампутациями и травмами конечностей, заболеваниями позвоночника и суставов. В 2023 году Центр стал базой для реабилитации проекта «ВРАЧИ ДЛЯ ГЕРОЕВ».
Основные направления работы Центра – ребилитация пациентов с минно-взрывными травмами, травмами сдавления, контузиями и повреждениями головного мозга, повреждениями опорно-двигательного аппарата, протезами верхних и нижних конечностей.

## Разное
В 2010 году получила аттестацию и получила свидетельство патентного поверенного Украины № 347. В 2012 году получила аттестацию и получила свидетельство о занятии адвокатской практикой.
25 декабря 2018 года включена в санкционный список России.
Заместитель директора Государственного учреждения «Институт медицины труда имени Ю. И. Кундиева НАМН Украины».
Главная цель Ирины Сысоенко в общественной и политической деятельности, по её словам, — развитие системы здравоохранения, эффективной системы реабилитации, снижение уровня инвалидности и смертности, построение профессиональной реабилитации как основы здоровья работающего населения.
7 июня 2024 года стало известно что Ирина Сысоенко была задержана представителями СБУ за то, что с четырьмя коллегами организовала массовое изготовление и продажу фиктивных документов о получении группы инвалидности из-за профессиональных заболеваний, зарабатывая на уклонистов до 100 тысяч долларов в месяц. 3 июня Голосеевский районный суд Киева избрал Ирине Сысоенко и посреднику из Львовщины меры пресечения в виде содержания под стражей с возможностью уплаты залога в размере 904 тыс. грн и около 250 тыс. грн соответственно. 7 июня уплатила определённый судом залог в 904 тыс. грн и вышла из-под стражи.